# Uge
Uge is een plaats in de Deense regio Zuid-Denemarken, gemeente Aabenraa, en telt 255 inwoners (2007).